# Миранда (сериал)
Вижте пояснителната страница за други значения на Миранда.
„Миранда“ е британски ситком, създаден от английската комедиантка Миранда Харт. Сериалът бе излъчен за първи път по BBC Two на 9 ноември 2009. Сериалът е базиран на автобиографията на Харт.
Описан като „старомоден“ ситком, той получава положителни коментари от критиците и Харт спечелва наградата Royal Television Society през 2009 за ролята си в първия сезон. Втори сезон е потвърден и започва излъчването си по BBC Two и BBC HD на 25 ноември 2010. От 27 юни 2013 първият сезон е налице в Съединените щати чрез Hulu. Третият сезон започва излъчването си на 26 декември 2012 по BBC One и BBC One HD до 26 януари 2013. Потвърден е четвърти сезон, но той няма да бъде излъчен до 2015. В България Миранда се излъчва по HBO Comedy.

## Сюжет
Различните епизоди се въртят около ситуациите, в които се въвлича Миранда: Миранда е 1.85 м и често бива наричава „сър“. Тя никога не се е вписвала със съучиничките си в училище Тили и Фани и намира социалните ситуации неловки, особено около мъже. Тя е постоянно разочарование за майка си – Пени, която е отчаяна в опитите си да ѝ намери работа и съпруг. Въпреки че Миранда притежава и живее над собствения си магазин за шеги, тя няма способности да управлява бизнеса, затова той се управлява от приятелката ѝ Стиви Сютън. Ресторантът наблизо първоначално е ръководен от Клайв Евънс, но в трети сезон шеф на ресторанта става Гари Престън. След многото провалени опити в срещите Миранда и Гари, който е и приятел на Миранда от университета, и който Миранда харесва, решават да са просто приятели. Въпреки това, когато Гари си намира приятелка, наречена Роуз, Миранда започва връзка с Майкъл Джакфорд – местният водещ на новините.

## Главни герои
- Миранда Харт – тромава, антисоциална жена, в 30-те си години, която често се намира в странни ситуации. Тя никога не се е вписвала в семейството от средната класа, избира да инвестира наследството от чичо си в магазин за шеги, вместо да преследва някоя по-„прилична“ кариера. Миранда се бори с ежедневния живот на един голям човек, който чество включва странен и детински маниер (включително слагането на лица и дрехи на плодове и зеленчуци, именувайки ги „Плодови приятели“ и „Зеленчучета“). Въпреки че тя често ядосва приятелите и семейството си с поведението си, те често я толерират заради добросърдечността ѝ.
- Гари Престън – красив, любезен главен готвач; стар приятел на Миранда от университета. Въпреки че винаги е имало скрито привличане между двамата, никой от тях не признава чувствата си открито, докато един ден той не започва работа в ресторанта до магазина на Миранда. Макар че поведението на Миранда го обърква, Гари я намира за мила и гальовна. Гари е по-уверен и земен от Миранда, но той споделя несигурността ѝ в романтичните ситуации, а и той от време на време се въвлича в някоя странна ситуация с нея. Той е един от малкото хора, които приемат Миранда такава, каквато е.
- Стиви Сътън – приятелката от детството на Миранда, помощник-мениджър на магазина за шеги (въпреки че на практика тя върши цялата работа, защото Миранда няма понятие от бизнес). Тя е по-абициозна от Миранда, но не е склонна да бъда намесена в странното поведение на приятелката си. Стиви също така споделя с Миранда неуспеха си с мъжете.
- Пени Харт – изтънчената майка на Миранда, която обича да се фука и да впечатлява приятелите си. Главната задача на Пени в живота е да намери мъж на дъщеря си, както и по-добра работа. Не одобрява решението на Миранда да ръководи магазин за шеги. Макар и често засрамена от дъщеря си и готова да я унижи до такава степен, че да е готова да плати на някого, за да се ожени за дъщеря ѝ. Действията на Пени са породени от чиста любов и загриженост и в редките случаи, в които Миранда се справя добре, тя я подкрепя като вика "Давай, Миранда!".